# Robotermärchen
Die Robotermärchen (polnischer Originaltitel: Bajki robotów) sind eine Sammlung von Erzählungen des polnischen Autors Stanisław Lem aus dem Jahr 1964. Sie handeln von klassischen Märchenthemen, mit dem Unterschied, dass alle handelnden Personen Roboter sind. Der doppeldeutige Titel Robotermärchen beinhaltet sowohl, dass es sich um Märchen mit Robotern, als auch für Roboter handelt.
Menschen werden in den Geschichten nur am Rande und sehr nebulös erwähnt, mit Ausnahme der letzten Geschichte Zifferotikon, in der ein sogenannter „Bleichling“ auftaucht, der aus Sicht der Roboter als sehr abstoßend beschrieben wird.

## Inhalt
Die Robotermärchen enthalten 13 Erzählungen, die alle auf von Robotern besiedelten Planeten stattfinden:
Die Drei Elektritter Messinger, Eiserner und Quarzer versuchen nacheinander, dem Volk der Kryoniden Edelsteine aus gefrorenen Gasen zu rauben, was nicht einfach ist.
In Die Uranohren geht es um einen totalitären Herrscher, der Verschwörungen gegen sich verhindern will.
Die Geschichte Erg Selbsterreg überwindet den Bleichling erzählt von König Schlagenot, der von einem Menschen (Bleichling) betrogen wurde und nun sein Reich und seine Tochter demjenigen zur Belohnung verspricht, der den Betrüger findet.
Die Schätze des Königs Biskalar werden vom König in seiner vierstöckigen Schatzkammer gehortet. Ein Konstrukteur fordert Biskalar heraus. König Biskalar stellt ihm drei Prüfungen.
Bevor die Zwei Ungeheuer ihr Unwesen treiben, bedroht zunächst nur ein Ungeheuer das Volk der Argenser. Der Herrscher des Planeten weiß keinen Rat. Er sendet Krieger, die das Ungeheuer töten sollen.
Der Weiße Tod handelt vom Volk auf dem Planeten Aragena, welches aus Furcht vor Angriffen unter der Oberfläche lebt. Diese Geschichte lehnt sich an Edgar Allen Poes Geschichte Die Maske des Roten Todes an, in der sich einige Adlige in einem Schloss verschanzen, um der Pest zu entgehen. Eines Tages havariert ein Raumschiff auf dem Planeten und das Unheil nimmt seinen Lauf.
Wie Winzlieb und Gigelanz die Nebelflucht auslösten erzählt die Geschichte zweier All-Konstrukteure, die zwei verschiedene Weltalle erschaffen.
Das Märchen von der Rechenmaschine, die gegen den Drachen kämpfte erzählt von dem kriegerischen König Poleander Partobon, der sich in Ermangelung eines Gegners von seinen Konstrukteuren Feinde bauen lässt, gegen die seine Armeen kämpfen können.
Die Räte des Königs Hydrops helfen ihrem König, einen Nachfolger zu konstruieren. Es entbrennt ein Kampf zwischen den Konstrukteuren, die in einer Art Konklave zusammentraten. Welche Eigenschaften soll der zukünftige Herrscher bekommen?
Der Freund des Automatthias ist ein Miniroboter, der, vom Träger ins Ohr gesteckt, diesem als Ratgeber und Freund zur Seite stehen soll.
In der Geschichte von König Globares und die Weisen ruft der König seine weisesten Ratgeber zusammen, um von ihnen unterhaltsame Geschichten erzählt zu bekommen, die Folgen für die Erzähler sind fatal. Nur der älteste Weise bringt den König mit seiner mythischen Erzählung zur Besinnung.
Das Märchen vom König Murdas handelt vom überängstlichen Murdas, dem seine Furcht zum Verhängnis wird.
Zifferotikon ist das Märchen der wunderschönen Prinzessin Kristalla und Königssohn Ferrenz. Die Prinzessin begehrt ausschließlich Bleichlinge und hat sich in ihr Roboterhirn gesetzt, nur einen solchen zu ehelichen. Prinz Ferrenz versucht eine List, um die Prinzessin trotzdem für sich zu gewinnen.

## Hintergrund und Rezeption
In den Robotermärchen verbindet Stanisław Lem Elemente der beiden Literaturgattungen Märchen und Science-Fiction und platziert auf diese Weise seine Roboter-Protagonisten in eine durch Technologie geprägte Märchenwelt. Dem Kindlers Neues Literatur-Lexikon zufolge besteht eine Verwandtschaft der beiden Gattungen darin, dass beide in einer „außerrealen Realität“ und damit einer „der unmittelbaren Erfahrung unzugänglichen Welt“ angesiedelt sind. Dabei bestehen in beiden Fällen bestimmte Regeln und Ordnungen, die sich im Märchen durch Wunder und in der Science Fiction durch „quasiwissenschaftliche Erfindungen“ und die Naturgesetze zeigen, beide bringen jedoch „eine im weitesten Sinne phantastische Welt“ mit sich.
Lem selbst nutzt in seinen Robotermärchen die für ihn typischen „stilistisch-wortbildnerischen Überraschungserfindungen“, kombiniert sie jedoch mit dem Erzählmuster tradierter Märchen; beispielhaft nutzt er in seiner Geschichte Erg Selbsterreg überwindet den Bleichling das klassische Märchen Dornröschen als Matrix, wenn er den Quecksilber-Proteus Erg Selbsterreg zur Erweckung der schlafenden (Roboter-)Prinzessin das richtige Schlüsselchen finden lässt. Die Verbindung von Märchenfiguren und Robotik finden sich auch in den Bezeichnungen der Personen, die etwa als „Elektritter“ oder „Kyberzengel“ benannt werden, sowie in weiteren Wortneuschöpfungen wie „Galaxenreiterei“ und „gepanzerte Krawallerie“.

## Ausgaben
Die Erstausgabe der Robotermärchen erschien 1964 unter dem polnischen Originaltitel Bajki robotów in Krakau und wurde als deutsche Übersetzung von Caesar Rymarowicz 1969 in der Deutschen Demokratischen Republik und ab 1972 beim Insel Verlag in einer Übersetzung von Caesar Rymarowicz und Irmtraud Zimmermann-Göllheim auch in der Bundesrepublik Deutschland.
- Stanisław Lem: Robotermärchen. Taschenbuch, 148 Seiten, Suhrkamp Verlag, ISBN 3-518-37356-0
- Stanisław Lem: Robotermärchen. Hörbuch auf 4 CDs, 249 Minuten, gelesen von Michael Schwarzmaier, Verlag und Studio für Hörbuchproduktionen, ISBN 3-89614-236-4 (nahezu vollständige und ungekürzte Lesung – es fehlt lediglich Der Freund des Automatthias)
- Stanisław Lem: Robotermärchen (ausgewählte Erzählungen aus den Bänden Cyberiada und Bajki robotów). 176 Seiten, Eulenspiegel Verlag, Berlin 1969 und 1976
- Stanisław Lem: Der Weiße Tod. Gesammelte Robotermärchen. (Enthält außer den Robotermärchen zusätzlich die Kyberiade) Suhrkamp, Frankfurt/Main 2003, ISBN 3-518-45536-2